# Mythbuntu
Mythbuntu（ミスブントゥ）とは、Ubuntuから派生したホームシアターPC向けのLinuxディストリビューションである。
デスクトップ環境にはXfceを採用し、MythTVのメディアセンターのソフトウェアが統合されている。

## 参考
- レビュー：3つのMythTV Linuxディストリビューションを比較する - SourceForge.JP Magazine